# Michiharu Otagiri
Michiharu Otagiri (født 2. september 1978) er en tidligere japansk fodboldspiller.
Han har spillet for flere forskellige klubber i sin karriere, herunder Ventforet Kofu og Kataller Toyama.